# Gigi (film, 1958)
A Gigi (ejtsd: ʒiʒi) egy 1958-ban bemutatott amerikai romantikus filmmusical Vincente Minnelli rendezésében. A film alapjául Colette francia írónő azonos című regénye szolgált. Az Amerikai Filmintézet (AFI) Minden idők 100 legjobb romantikus filmje listáján a 35. helyre sorolta. Kilenc Oscar-díjat nyert, amivel új rekordot állított fel, de a következő évben a Ben-Hurnak sikerült felülmúlnia tizenegy szobrocskával. A Gigi mind a kilenc jelölését díjra váltotta, ami szintén új rekord volt, ezt 2004-ben döntötte meg a A Gyűrűk Ura: A király visszatér tizenegy jelöléssel és díjjal (1987-ben Az utolsó császár szintén kilenccel került egálba).

## Cselekmény
|  | Alább a cselekmény részletei következnek! |

A fiatal Gigi (Leslie Caron) édesanyja operaénekesi ambíciókat dédelget, de nem sikerül nagyra törnie. Kemény gyakorlásai közepette nincs ideje Gigivel foglalkoznia, ezért Gigi nagymamája (Hermione Gingold) és annak testvére, Alicia néni (Isabel Jeans) nevelik a lányt. A család gyakori látogatója a gazdag Gaston Lachaille (Louis Jourdan), akin egész Párizs a szemét tartja: egyik nőnek udvarol a másik után, akárcsak nagybátyja, Honoré (Maurice Chevalier). Gastont folytonosan csalódások érik, ezért látótere beszűkült, és nem tudja élvezni az életet. Egyedüli kikapcsolódását Gigi és nagymamája jelentik.
Mikor Gastont legújabb kiszemeltje, Liane (Gábor Éva) a jégkorcsolya tanárral megcsalja, Gaston vidékre akar utazni, de bácsikája marasztalja, hiszen ha elmegy, abból mindenki tudni fogja, hogy a férfit bántja az eset. Amúgy is még jobban a figyelem középpontjába került, miután Liane öngyilkosságot kísérelt meg (mint kiderült, nem az elsőt). Gaston minden estére bált rendez, ami csak az unalmát növeli, ezért pár napi üdülést tervez Trouville-be. Gigi egy újabb parti kártyajátékon fogadást köt Gastonnal, ha ismét ő nyer, elviszi mindnyájukat Trouville-be. A fogadást megnyeri, és eltöltenek egy csodaszép hétvégét. Még az is kiderül, hogy Gigi nagymamája és Gaston nagybátyja egykor egy pár voltak.
Párizsba visszatérve Gaston Monte Carlóba utazik, Alicia néni pedig felhívja rá Gigi nagymamája figyelmét, hogy nagy hiba volt Gastonnal mutatkozni Trouville-ben. Giginek ártottak csak vele. A két nő arra a megegyezésre jut, hogy Gigit igazi nővé kell nevelni, akár Gaston szeretője is lehet. Mikor Gaston visszajön Gigiékhez Monte Carlóból, és meglátja Gigit az új ruhájában, kitér a hitéből, és kiviharzik. Később lenyugszik, és visszatér bocsánatot kérni, Gigit pedig elvinné teázni. A nagymama azonban Alicia néni tanácsára nem enged Gastonnak rámutatva, hogy ezzel Giginek rossz hírét keltenék, mire Gastont ismét haragra gerjesztik, és feldúlva távozik. Magában átkozódva saját érzelmeivel hadakozik, és belátja, hogy Gigi már nővé érett, ő pedig szerelmes belé. Megbeszéli a nagymamával, hogy gondoskodni fog Gigiről, és elfogadja szeretőjének.
Gaston Gigivel is beszél, aki bizonytalan, és elmondja a férfinak, hogy nem akar úgy járni, mint a többi asszony, akiknek Gaston udvarolt: egyik nap még rajongás tárgya, a másik nap már a múlté. Gastonnak nem tetszik, hogy Gigi mindent tud a magánéletéről, és a nagymama szemére hányja, hogy nem nevelték helyesen Gigit. Gigi szeretne mindent a régiben hagyni, de Gaston elmondja, hogy szerelmes belé, Gigi ettől csak kiborul, és nem akar Gaston szeretője lenni. Gaston sértetten elmegy, és csak Gigi hívására jön vissza, aki bocsánatot kér, és szeretne Gastonnal maradni.
Gigi megmérettetésére élesben kerül sor a Maxim's étteremben, hasznosítva minden praktikát, amit Alicia néni tanított neki. Gastonnak azonban nem tetszik, hogy milyen fény vetül így Gigire, ezért mikor nagybátyja is odajön, hogy gratuláljon az újabb nőcskéhez, Gaston se szó, se beszéd hazarángatja Gigit, aki értetlenül, és könnyek között követi a nagymamájához. Gastonnak újabb időre van szüksége, hogy átgondolja a dolgokat, de még aznap este visszamegy, és megkéri Gigi kezét.                
|  | Itt a vége a cselekmény részletezésének! |

## Szereplők
| Szerep              | Színész           | Magyar hangja (1. szinkron, 1987) |
| ------------------- | ----------------- | --------------------------------- |
| Gigi                | Leslie Caron      | Báthory Orsolya                   |
| Gaston Lachaille    | Louis Jourdan     | Szakácsi Sándor                   |
| Honoré Lachaille    | Maurice Chevalier | Sinkovits Imre                    |
| Nagyi               | Hermione Gingold  | Tolnay Klári                      |
| Liane d’Exelmans    | Gábor Éva         | Hűvösvölgyi Ildikó                |
| Sandomir            | Jacques Bergerac  | Sinkovits-Vitay András            |
| Alicia néni         | Isabel Jeans      | Bánki Zsuzsa                      |
| Manuel              | John Abbott       | Velenczey István                  |
| Henri, Gaston inasa | François Valorbe  | Szoó György                       |

## Zene
A zenét Alan Jay Lerner és Frederick Loewe szerezték, akik a My Fair Ladyn is együtt dolgoztak. Érdekesség, hogy a My Fair Ladyből kimaradt dalt, a Say a Prayer for Me Tonightot a Gigiben hallhatta a közönség. 1957 júliusában még mindig nem készültek el a szerzők a főcímdallal. Loewe a zongoránál játszott, mikor Lerner kirohant a fürdőszobából, és kérte, hogy játssza azt a dallamot újra. Az a dallam lett végül a főcímdal.
Az I'm Glad I'm Not Young Anymore című dalt egy Maurice Chevalier-val lefolytatott párbeszéd ihlette. A férfi elmondta, hogy ahogy idősödik, egyre csökken az érdeklődése a borok és a nők iránt, ellenben a kabaré előadások ugyanúgy örömet okoznak neki. Leslie Caron énekhangját végül Betty Wand kölcsönözte, amin Caron sokáig nem tudott felülemelkedni.
| Gigi eredeti filmzene | Gigi eredeti filmzene                     | Gigi eredeti filmzene             | Gigi eredeti filmzene                                        | Gigi eredeti filmzene | Gigi eredeti filmzene | Gigi eredeti filmzene | Gigi eredeti filmzene | Gigi eredeti filmzene | Gigi eredeti filmzene |
|                       | Cím                                       | Szerző(k)                         | Előadó(k)                                                    | Hossz                 |                       |                       |                       |                       |                       |
| --------------------- | ----------------------------------------- | --------------------------------- | ------------------------------------------------------------ | --------------------- | --------------------- | --------------------- | --------------------- | --------------------- | --------------------- |
| 1.                    | "Overture"                                | Alan Jay Lerner · Frederick Loewe | Metro-Goldwyn-Mayer Stúdió Zenekar · André Previn            | 1:59                  |                       |                       |                       |                       |                       |
| 2.                    | "Honore's Soliloquy"                      | Lerner · Loewe                    | Maurice Chevalier                                            | 2:36                  |                       |                       |                       |                       |                       |
| 3.                    | "Thank Heaven for Little Girls"           | Lerner · Loewe                    | Maurice Chevalier                                            | 2:43                  |                       |                       |                       |                       |                       |
| 4.                    | "It's a Bore"                             | Lerner · Loewe                    | Maurice Chevalier · Louis Jourdan                            | 3:19                  |                       |                       |                       |                       |                       |
| 5.                    | "The Parisians"                           | Lerner · Loewe                    | Betty Wand                                                   | 3:13                  |                       |                       |                       |                       |                       |
| 6.                    | "The Waltz at the Ice Rink"               | Lerner · Loewe                    | Leslie Caron · Louis Jourdan                                 | 2:24                  |                       |                       |                       |                       |                       |
| 7.                    | "The Gossips"                             | Lerner · Loewe                    | Maurice Chevalier                                            | 2:21                  |                       |                       |                       |                       |                       |
| 8.                    | "She Is Not Thinking of Me"               | Lerner · Loewe                    | Louis Jourdan                                                | 2:26                  |                       |                       |                       |                       |                       |
| 9.                    | "It's a Bore" (reprise)                   | Lerner · Loewe                    | John Abbott · Maurice Chevalier · Louis Jourdan              | 0:55                  |                       |                       |                       |                       |                       |
| 10.                   | "Gaston Celebrates"                       | Lerner · Loewe                    | MGM Stúdió Zenekar · André Previn                            | 2:17                  |                       |                       |                       |                       |                       |
| 11.                   | "The Night They Invented Champagne"       | Lerner · Loewe                    | Leslie Caron · Hermione Gingold · Louis Jourdan · Betty Wand | 2:15                  |                       |                       |                       |                       |                       |
| 12.                   | "Weekend at Trouville"                    | Lerner · Loewe                    | MGM Stúdió Zenekar · André Previn                            | 2:30                  |                       |                       |                       |                       |                       |
| 13.                   | "I Remember it Well"                      | Lerner · Loewe                    | Maurice Chevalier · Hermione Gingold                         | 2:24                  |                       |                       |                       |                       |                       |
| 14.                   | "About Gigi..."                           | Lerner · Loewe                    | Leslie Caron · Hermione Gingold · Isabel Jeans               | 4:48                  |                       |                       |                       |                       |                       |
| 15.                   | "Gaston's Soliloquy"                      | Lerner · Loewe                    | Louis Jourdan                                                | 2:53                  |                       |                       |                       |                       |                       |
| 16.                   | "Gigi"                                    | Lerner · Loewe                    | Louis Jourdan                                                | 3:53                  |                       |                       |                       |                       |                       |
| 17.                   | "I'm Glad I'm Not Young Anymore"          | Lerner · Loewe                    | Maurice Chevalier                                            | 3:15                  |                       |                       |                       |                       |                       |
| 18.                   | "Say A Prayer for Me Tonight"             | Lerner · Loewe                    | Betty Wand                                                   | 2:58                  |                       |                       |                       |                       |                       |
| 19.                   | "Gaston's Despair"                        | Lerner · Loewe                    | MGM Stúdió Zenekar · André Previn                            | 2:05                  |                       |                       |                       |                       |                       |
| 20.                   | "Thank Heaven for Little Girls" (reprise) | Lerner · Loewe                    | Maurice Chevalier                                            | 1:47                  |                       |                       |                       |                       |                       |
| 53:30                 |                                           |                                   |                                                              |                       |                       |                       |                       |                       |                       |

## Fogadtatás

### Kritikai visszhang
A Gigi 77%-os minősítést kapott harminc értékelés alapján a Rotten Tomatoeson. A film vegyes kritikákat kapott. Bosley Crowther a New York Timestól dicsérte a színészek játékát, és bájos produkciónak nevezte, amely meg tud állni a saját lábán. A Variety kiemelte, hogy a rendezővel nem szaladt el a ló, „Caron pedig tökéletesen meggyőző a címszerepben”. Egy másik kritikus szerint a rendezőnek a szereplők személyiségére kellene fektetnie a hangsúlyt, nem a táncra és az éneklésre. Jeffrey M. Anderson hasonló nyilatkozást tett: „Persze, hogy a nagy Minnelli volt az amerikai musicalek egy mestere, de a Gigivel melléfogott.”
Az Amerikai Filmintézet (AFI) a Gigit Minden idők 100 legjobb romantikus filmje listáján a 35. helyre sorolta. Kilenc Oscar-díjat nyert, amivel új rekordot állított fel, de a következő évben a Ben-Hurnak sikerült felülmúlnia tizenegy szobrocskával. A Gigi mind a kilenc jelölését díjba váltotta, ami szintén új rekord volt, ezt 2004-ben döntötte meg a A Gyűrűk Ura: A király visszatér tizenegy jelöléssel és díjjal (1987-ben Az utolsó császár szintén kilenccel került egálba).
Érdekesség, hogy a színészeket csak Golden Globe-díjra jelölték, de nem jutottak tovább az Oscar-díjig.

### Díjak és jelölések
| Év   | Díj                    | Kategória                                       | Eredmény |
| ---- | ---------------------- | ----------------------------------------------- | -------- |
| 1959 | David di Donatello-díj | Legjobb külföldi film                           | Elnyerte |
| 1959 | Golden Globe-díj       | Legjobb filmmusical                             | Elnyerte |
| 1959 | Golden Globe-díj       | Legjobb rendező – (Vincente Minnelli)           | Elnyerte |
| 1959 | Golden Globe-díj       | Legjobb férfi főszereplő – (Louis Jourdan)      | Jelölve  |
| 1959 | Golden Globe-díj       | Legjobb férfi főszereplő – (Maurice Chevalier)  | Jelölve  |
| 1959 | Golden Globe-díj       | Legjobb női főszereplő – (Leslie Caron)         | Jelölve  |
| 1959 | Golden Globe-díj       | Legjobb női mellékszereplő – (Hermione Gingold) | Elnyerte |
| 1959 | Grammy-díj             | Legjobb hangszerelés                            | Elnyerte |
| 1959 | Oscar-díj              | Legjobb film                                    | Elnyerte |
| 1959 | Oscar-díj              | Legjobb rendező                                 | Elnyerte |
| 1959 | Oscar-díj              | Legjobb adaptált forgatókönyv                   | Elnyerte |
| 1959 | Oscar-díj              | Legjobb operatőr                                | Elnyerte |
| 1959 | Oscar-díj              | Legjobb látványtervezés                         | Elnyerte |
| 1959 | Oscar-díj              | Legjobb jelmeztervezés                          | Elnyerte |
| 1959 | Oscar-díj              | Legjobb vágás                                   | Elnyerte |
| 1959 | Oscar-díj              | Legjobb eredeti dal                             | Elnyerte |
| 1959 | Oscar-díj              | Legjobb eredeti filmzene                        | Elnyerte |
| 1960 | BAFTA-díj              | Legjobb film                                    | Jelölve  |